# Jens Jacobsen Kokholm Bjerre
Jens Jacobsen Kokholm Bjerre, född den 24 april 1847 nära Lemvig, död den 25 september 1901 i Köpenhamn, var en dansk präst och politiker.
Bjerre, som var bondson, blev 1866 student vid Köpenhamns universitet, 1871 candidatus theologiæ och redan 1872 kaplan pro loco i Vester och
Øster Hassing nära Aalborg, 1876 kyrkoherde där och 1887 prost över Kærs härad. Han valdes 1890 till landstingsman och omvaldes
1898. Han hörde till Højre och trots att han inte utmärkte sig som talare eller som politiker vann han dock en ganska betydelsefull ställning i partiet, närmast genom sin trofasthet och iver för partiets sak. I april 1900 blev han kyrko- och undervisningsminister i regeringen Sehested, vilket han förblev fram till juli 1901.

## Utmärkelser
- Riddare av Dannebrogorden,  1892[2]
- Kommendör av Dannebrogorden,  1901[2]

[Redigera Wikidata]